# Hranečník (přírodní památka)
Hranečník je přírodní památka severozápadně od obce Píšť v okrese Opava. Důvodem ochrany je kolonie volavky popelavé (Ardea cinerea), která je na severní Moravě vzácná a ve výběru charakteru hnízdní lokality ojedinělá.